# 莫哈奇·费伦茨
莫哈奇·费伦茨（匈牙利語：Mohácsi Ferenc，1929年10月25日—2025年4月30日），匈牙利男子皮划艇运动员。他曾代表匈牙利参加1956年夏季奥林匹克运动会皮划艇比赛，获得男子双人划艇1000米铜牌。